# FAW Junpai D60
| Sterne im C-NCAP-Crashtest (2015) |

Der FAW Junpai D60 ist ein Crossover-SUV des chinesischen Automobilherstellers China FAW Group (FAW), das zwischen 2014 und 2019 unter dem Markennamen FAW und der Submarke Junpai vertrieben wurde.

## Geschichte
Ursprünglich plante FAW das Fahrzeug unter dem Markennamen FAW Xiali als T012 auf den Markt zu bringen. Mitte Mai 2014 gab das Unternehmen aber bekannt, dass das Fahrzeug unter der neuen Submarke Junpai vertrieben werde. Vorgestellt wurde das Fahrzeug im April 2014 auf der Beijing Auto Show noch als Xiali T012. Verkauft wurde der Junpai D60 ab Oktober 2014 ausschließlich in China.

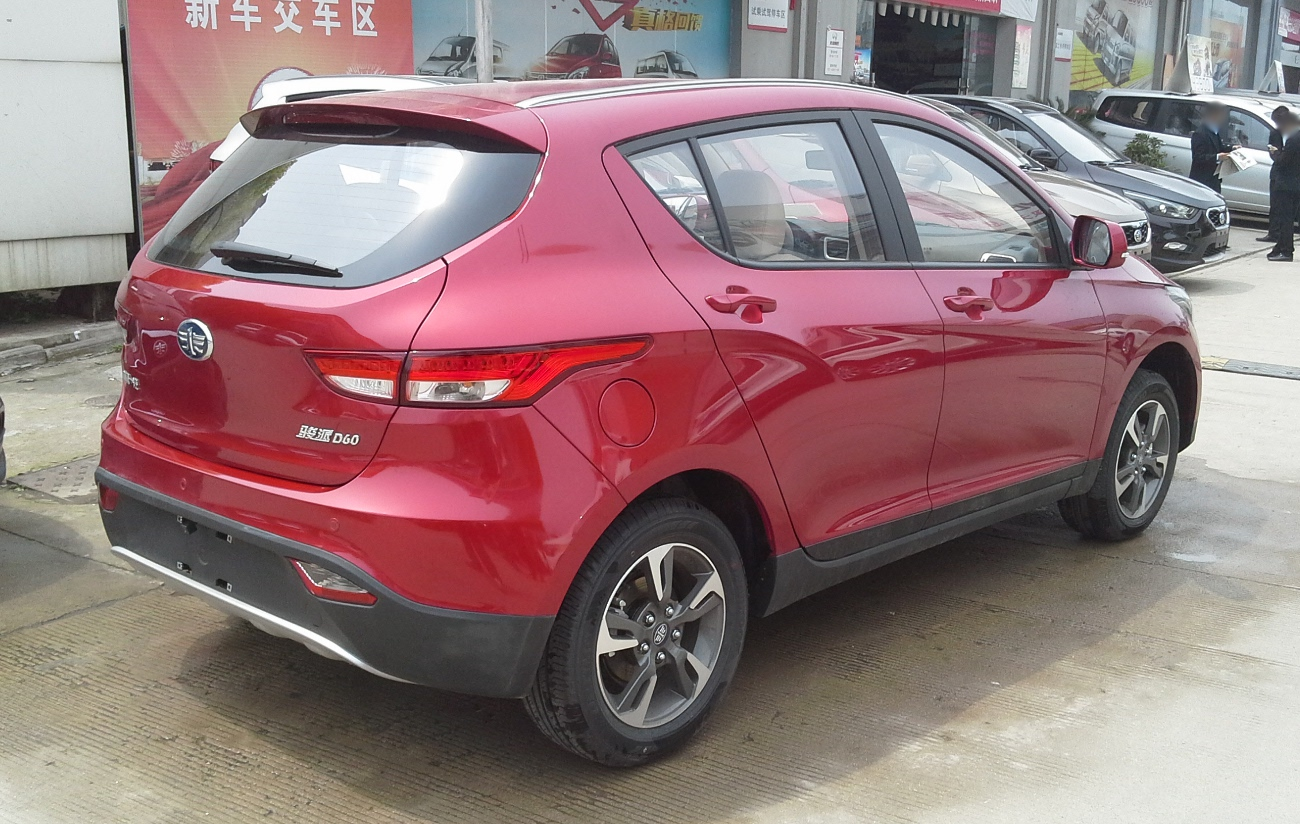
Heckansicht
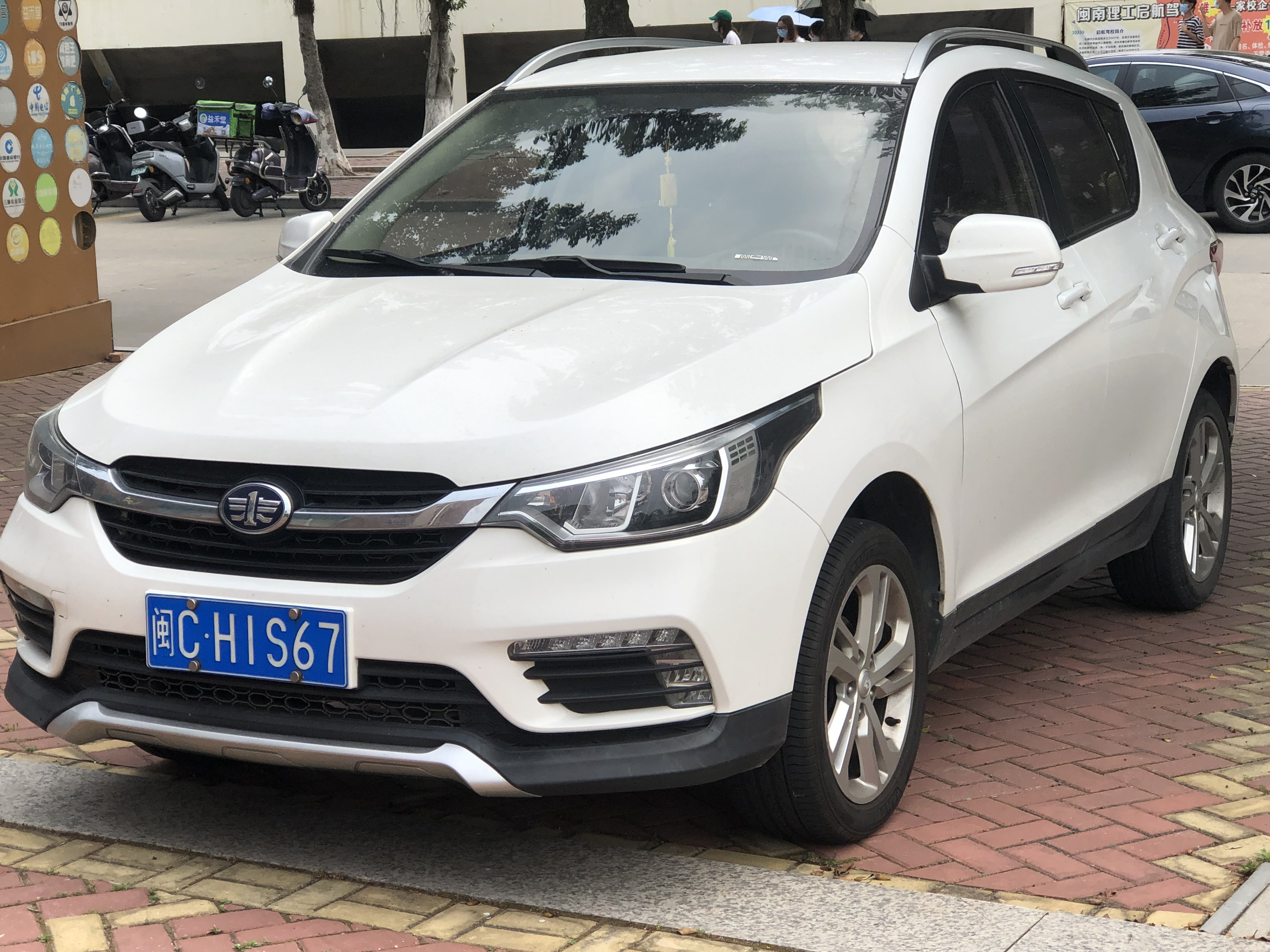
Junpai D60 (2017–2019)
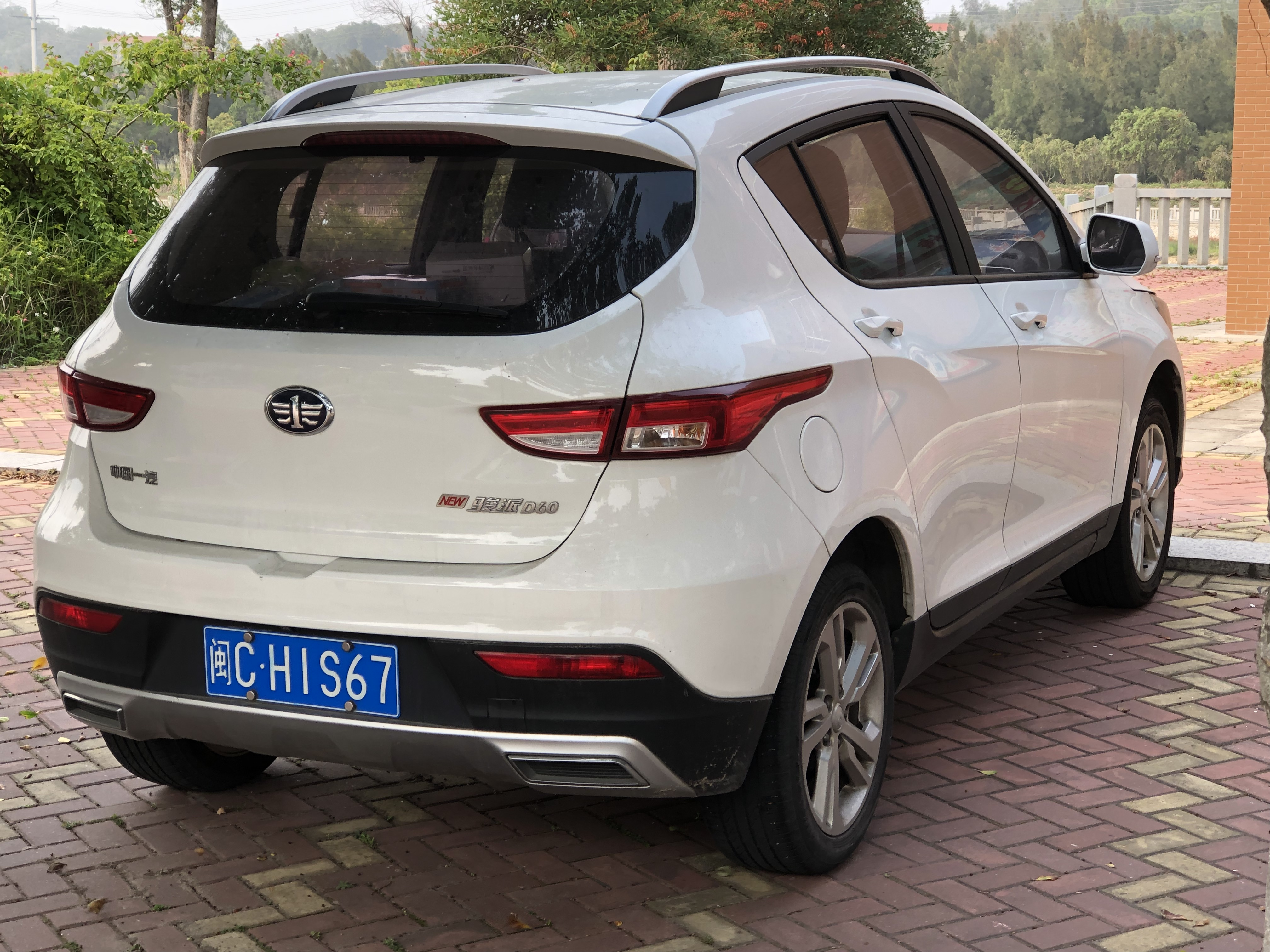
Heckansicht

## Technische Daten
|                                             | 1.5                   | 1.5                   | 1.8                        |
| Bauzeitraum                                 | 10/2014–05/2017       | 05/2017–06/2019       | 10/2014–06/2019            |
| Motorkenndaten                              |                       |                       |                            |
| Motortyp                                    | R4-Ottomotor          | R4-Ottomotor          | R4-Ottomotor               |
| Hubraum                                     | 1497 cm³              | 1497 cm³              | 1798 cm³                   |
| max. Leistung bei min−1                     | 75 kW (102 PS) / 6000 | 83 kW (113 PS) / 6000 | 102 kW (139 PS) / 6400     |
| max. Drehmoment bei min−1                   | 135 Nm / 4400         | 141 Nm / 3800         | 170 Nm / 3600              |
| Kraftübertragung                            |                       |                       |                            |
| Antrieb                                     | Vorderradantrieb      | Vorderradantrieb      | Vorderradantrieb           |
| Getriebe                                    | 5-Gang-Schaltgetriebe | 5-Gang-Schaltgetriebe | 6-Stufen-Automatikgetriebe |
| Messwerte                                   |                       |                       |                            |
| Höchstgeschwindigkeit                       | 168 km/h              | 173 km/h              | 175 km/h                   |
| Beschleunigung, 0–100 km/h                  | k. A.                 | 12,1 s                | 10,4 s                     |
| Kraftstoffverbrauch auf 100 km (kombiniert) | 6,6 l Super           | 5,7–5,9 l Super       | 7,2 l Super                |
| Leergewicht                                 | 1206 kg               | 1206 kg               | 1276 kg                    |
| Tankinhalt                                  | 48 l                  | 48 l                  | 48 l                       |

- Werte in eckigen Klammern gelten für Modelle mit optionalem Getriebe.